# Gualliguaica
Gualliguaica es una localidad ubicada en la IV Región de Coquimbo (Chile), a 15 kilómetros del pueblo de Vicuña. La ubicación original del pueblo actualmente está inundada por las aguas del Embalse Puclaro, por lo que la localidad fue trasladada a un sector más alto.
Disfruta de una vista hacia las aguas del embalse, en donde se practican diversos deportes acuáticos.

## Historia

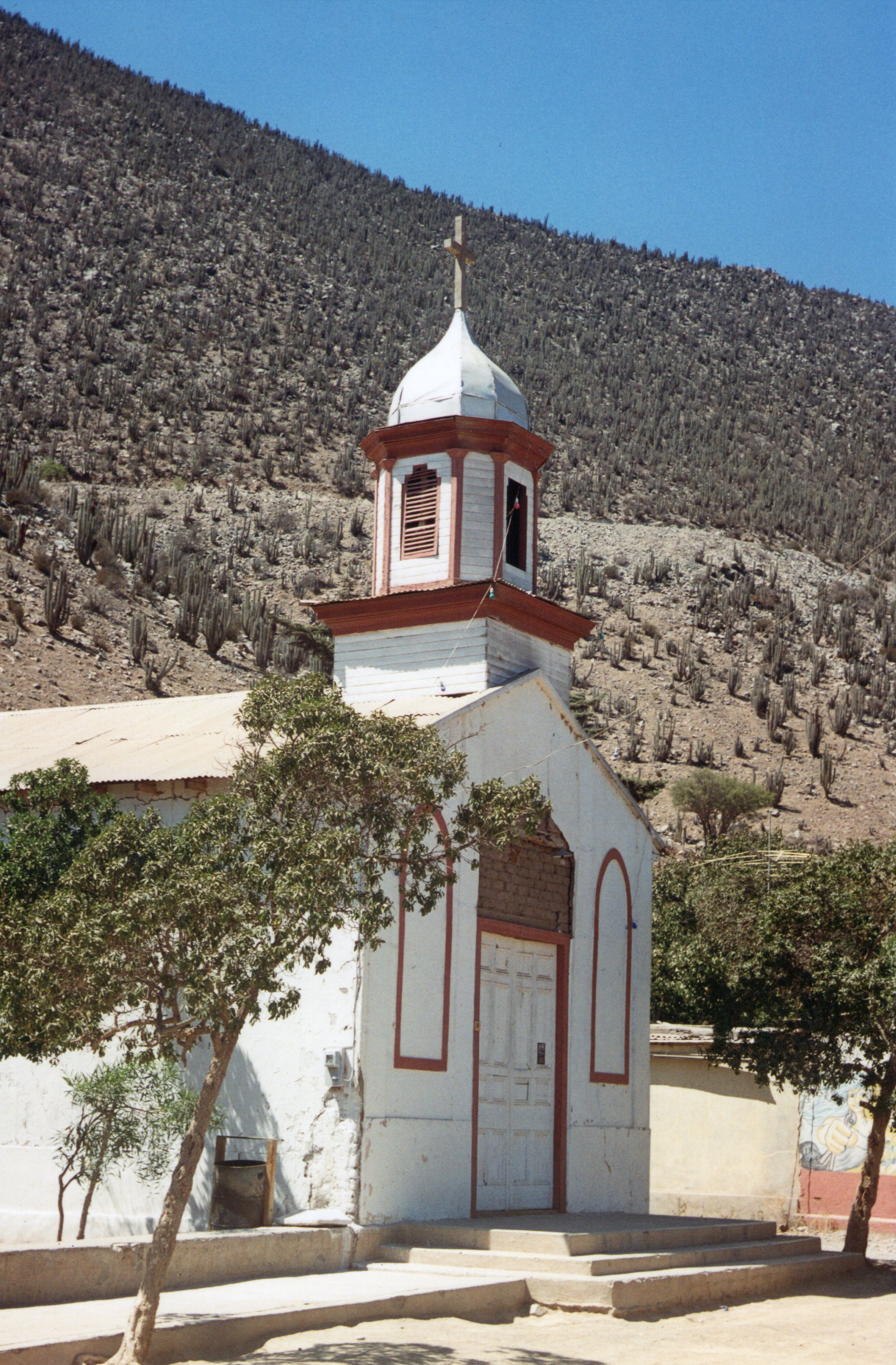
Iglesia de Gualliguaica en 1999, antes de su traslado al nuevo pueblo.

No existen registros exactos sobre la fundación de Gualliguaica, sin embargo se estima que los primeros asentamientos en el sector ocurrieron alrededor de 1560, aunque no se descarta que antes de esa fecha ya existieran campamentos diaguitas en las cercanías. En 1757 se construyó la iglesia, que en los años posteriores fue advocada a San José, con lo que se convirtió en patrón de la localidad.
En 1850 se construye el Canal Yungay, un canal de regadío que abastecía de agua a las plantaciones agrícolas ubicadas en el pueblo y sus cercanías. En 1897 se construye la estación de ferrocarriles, que formaba parte del Ramal La Serena - Rivadavia, y en 1938 se construyó una escuela básica. El 11 de marzo de 1971 ocurrió una tragedia ferroviaria en las cercanías de la localidad, cuando un tren con 350 pasajeros se desbarrancó, muriendo 12 pasajeros.
Con la construcción del Embalse Puclaro a mediados de los años 90, los habitantes de Gualliguaica se organizaron para evitar la desaparición del pueblo. En respuesta a dicha petición, se acordó refundar el pueblo en una nueva ubicación, a una altura superior a la de las aguas del tranque. El nuevo pueblo de Gualliguaica fue refundado de manera simbólica el 1 de enero de 2000, convirtiéndose popularmente como "el primer pueblo del siglo XXI". La estructura del pueblo sufrió varias modificaciones: sus calles eran más anchas en comparación al pueblo antiguo, y las casas se distribuyeron en 4 cuadras a modo de damero. Sin embargo, se trasladó casi completamente la antigua iglesia San José y se construyó una réplica de la estación de trenes.

## Lugares de interés
La iglesia de San José es uno de los templos católicos más antiguos del valle de Elqui. Fue construida en 1757 y la mayor parte de su estructura, incluido el altar, fue trasladada a su actual ubicación en 1999, antes de la inundación del pueblo antiguo.
A una cuadra de la iglesia San José se encuentra el museo, ubicado al interior de la réplica de la exestación de ferrocarriles del pueblo actualmente sumergido. En su exterior mantiene la misma estructura de la estación original, y posee algunos rieles y vagones que se encontraban en la localidad. En su interior se exhiben objetos y fotografías que presentan la historia de la localidad.
En la orilla del embalse Puclaro se encuentran sectores destinados a la práctica de deportes acuáticos como windsurf y kitesurf, aprovechando los fuertes vientos que se registran en el sector.